# Eria multiflora
Eria multiflora là một loài phong lan.